# SIMBAD
SIMBAD (the Set of Identifications, Measurements, and Bibliography for Astronomical Data) je astronomická databáze objektů za hranicemi sluneční soustavy. Její provoz zabezpečuje Centre de Données astronomiques de Strasbourg (CDS) ve Francii.
Databáze SIMBAD slouží k vyhledávání nejrůznějších informací o astronomických objektech, mezi které patří typ objektu, poloha na obloze, množství vyzařované energie, vlastní pohyb, označení v různých katalozích apod. Součástí této databáze jsou také odkazy na publikace týkající se daného objektu a možnost vykreslit mapku okolí objektu na obloze pomocí aplikace Aladin.
Aktuální statistiku počtu objektů a jejich označení v různých katalozích je možné najít na stránkách SIMBADu.